# Guigues III de Forez
Guigues III (aprox. 1160 - 28 de noviembre de 1204) fue conde de Forez de la casa de Albon. Era el hijo del conde Guigues II de Forez.
Su primera esposa fue Ascura (aprox. 1165) de la que se separó. Su segunda esposa fue Alix de Sully (aprox. 1180 - 1207), hija de Archambaud IV de Sully. Debido a las pocas fuentes, es difícil determinar con claridad de que madre son los siguientes hijos. Los años de nacimiento y la edad joven de la segunda esposa sugieren que los cuatro hijos son del primer matrimonio:
- Guigues IV, conde de Forez.
- Marquise de Forez, se casó con Guy VI, vizconde de Thiern
- Guigonne Forez, condesa de Vienne del Delfinado y se casó con Géraud II de Mâcon, conde de Mâcon y Vienne vendió sus derechos en Forez en 1230 a su sobrino Guigues
- Leonor de Forez, casada con Guillermo VIII de Auvernia
- Renaud de Forez, canónigo de la iglesia de Lyon.

Guigues sucedió a su padre en 1199 como conde, después que este se había retirado a un monasterio como monje. Primero tuvo que enfrentar un conflicto militar con los señores de Beaujeu. Luego se unió a la Cuarta Cruzada, pero no se trasladó con el ejército principal a Venecia. Se dirigió en cambio en una flota flamenca bajo Juan de Nesle en la primavera de 1203 desde Marsella directamente a Palestina. Justo antes de que estuviera a punto de partir murió en 1204 y fue enterrado en Acre.